# Кільхберг (Базель-Ланд)
Кільхберг (нім. Kilchberg BL) — громада  в Швейцарії в кантоні Базель-Ланд, округ Зіссах.

## Географія
Громада розташована на відстані близько 65 км на північний схід від Берна, 14 км на південний схід від Лісталя.
Кільхберг має площу 1,6 км², з яких на 8,8% дозволяється будівництво (житлове та будівництво доріг), 70,6% використовуються в сільськогосподарських цілях, 20,6% зайнято лісами, 0% не є продуктивними (річки, льодовики або гори).

## Демографія
2019 року в громаді мешкало 161 особа (+15% порівняно з 2010 роком), іноземців було 5,6%. Густота населення становила 101 осіб/км².
За віковим діапазоном населення розподілялося таким чином: 20,5% — особи молодші 20 років, 57,1% — особи у віці 20—64 років, 22,4% — особи у віці 65 років та старші. Було 62 помешкань (у середньому 2,5 особи в помешканні).
Із загальної кількості 20 працюючих 9 було зайнятих в первинному секторі, 0 — в обробній промисловості, 11 — в галузі послуг.